# 坂口優希恵
坂口 優希恵（さかぐち ゆきえ、1994年11月19日 - ）は、日本のプロダーツプレイヤー。

## 来歴・人物
東京都品川区出身。血液型O型。身長は169cm。利き腕は右。ダーツ歴は11年。コジコジとダーツとK-POPをこよなく愛している。バレルはTIGA、フライトはL-styleを使用している。女性プレイヤーには珍しく、黒のネクタイがトレードマークである。
ニックネームはゆきにゃん。初の本人モデルとなるバレル、Emprechuは長さや形状、カットなどすべてに非常にこだわったとインタビューで答えており、初心者から女性まで幅広い人気を誇る。名前のEmprechuは、女帝を意味するEmpresに本人の子供っぽいイメージをプラスした造語である。2022年11月19日 EMPRECHU2を発売。

## 主な戦歴
SOFT DARTS U-22 TOURNAMENT 2015優勝
SOFT DARTS U-22 TOURNAMENT 2017優勝
2019 JAPAN LADIES　STAGE 12 福岡3位
2019 JAPAN LADIES　STAGE 11 愛知3位
2019 JAPAN LADIES　STAGE 10 兵庫TOP8
2019 JAPAN LADIES　STAGE 9 広島優勝
2019 JAPAN LADIES　STAGE 8 福岡優勝
2019 JAPAN LADIES　STAGE 7 北海道TOP8
2022 JAPAN LADIES STAGE 1 神奈川　優勝
2022 JAPAN LADIES STAGE3　新潟　優勝
2022JAPAN LADIES STAGE9   北海道　優勝
2022JAPAN LADIES 年間ランキング　3位
2023JAPAN LADIES STAGE4   京都　優勝
2023JAPAN LADIES STAGE5   福島　優勝
2023JAPAN LADIES STAGE7  京都　優勝
2023JAPAN LADIES STAGE10  福岡　優勝
2024 WDF ASIA PACIFIC CUP Women’s Singles 優勝